# Dicranomyia (Dicranomyia) subalbitarsis
Dicranomyia (Dicranomyia) subalbitarsis is een tweevleugelige uit de familie steltmuggen (Limoniidae). De soort komt voor in het Oriëntaals en Australaziatisch gebied.